# Kullesaari
Kullesaari är en ö i Finland. Den ligger i Ule älv och i kommunen Utajärvi i den ekonomiska regionen  Oulunkaari  och landskapet Norra Österbotten, i den centrala delen av landet, 500 km norr om huvudstaden Helsingfors. Öns area är 0,5 hektar och dess största längd är 160 meter i sydöst-nordvästlig riktning.  Kullesaari ligger i sjön Utajärvi.